# Oporność na antybiotyki

Schemat pokazujący zasadę selekcji bakterii. Przed czynnikiem selekcyjnym istniały już bakterie oporne na antybiotyk, ale były one w zdecydowanej mniejszości. Po zastosowaniu antybiotyku przeżyły wyłącznie owe drobnoustroje oporne. W kolejnych pokoleniach bakterie będą już niewrażliwe na antybiotyk

Oporność na antybiotyki – cecha części szczepów bakteryjnych, która umożliwia im przeciwstawianie się wpływowi antybiotyku. W zależności od pochodzenia, dzieli się ją na pierwotną (naturalna struktura bakterii uniemożliwiająca działanie leku) lub nabytą – na skutek nabycia genów oporności od innych bakterii lub spontanicznych mutacji. Częsta oporność wśród bakterii wiąże się z nieracjonalną antybiotykoterapią oraz zbyt dużym zużyciem tych leków w przemyśle spożywczym.
Występowanie oporności na dany antybiotyk nie jest jednoznaczne z możliwością przeżycia drobnoustroju w obecności tego antybiotyku. Oporność może się objawiać również niewielkim wzrostem wytrzymałości mikroorganizmu, tak, że do jego zabicia wystarczy zwiększenie stężenia leku, a nie będzie konieczna jego zamiana.

## Definicja oporności na antybiotyki
Oporność na antybiotyki można rozpatrywać w różnych aspektach:
- Oporność mikrobiologiczna — posiadanie jakiegokolwiek mechanizmu przeciwstawiającego się działaniu leku, który pozwala mikroorganizmowi przeżyć w wyższych stężeniach leku niż w przypadku tych samych lub pokrewnych mikroorganizmów pozbawionych tego mechanizmu.
- Oporność farmakologiczna — zdolność mikroorganizmu do przeżycia w stężeniach leku wyższych niż osiągalne w organizmie pacjenta podczas leczenia. Czasem wyróżnia się kategorię średniej wrażliwości, czyli zdolności mikroorganizmu do przeżycia w takich stężeniach leku, które są wyższe niż osiągalne typowo, ale mogą być przekroczone w niektórych przypadkach (np. po podaniu zwiększonej dawki lub w niektórych miejscach w organizmie, jak np. w układzie moczowym).
- Oporność kliniczna — brak skuteczności leczniczej danego leku pomimo braku oporności farmakologicznej (a nawet mikrobiologicznej) u danego mikroorganizmu. Może ona wynikać np. z osobniczej zdolności pacjenta do rozkładu leku w większym stopniu niż przeciętna w populacji, stosowania innych leków, które niekorzystnie wpływają na działanie antybiotyku itd.

## Oporność naturalna
Oporność naturalna (zwana także pierwotną) to oporność determinowana przez zaprogramowaną genetycznie strukturę bakterii. Może być ona związana z brakiem receptora dla antybiotyku, ze zbyt niskiego powinowactwa, ze względu na nieprzepuszczalną ścianę komórkową czy z powodu wytwarzaniu enzymów. Wiele szczepów gronkowca wytwarza penicylinazy i jest to niezależne od stosowanych antybiotyków; oporność istniała przed wprowadzeniem penicyliny.

## Enzymy rozkładające lub inaktywujące antybiotyki

### β-laktamazy
Jest to jeden z najczęstszych mechanizmów oporności na antybiotyki. Wydzielanie tych enzymów jest charakterystyczne zwłaszcza dla bakterii Gram (−) i jest to spowodowane budową tych drobnoustrojów – β-laktamazy są wydzielane u nich do przestrzeni periplazmatycznej, a nie na zewnątrz komórki, jak u bakterii Gram-dodatnich. Każda bakteria Gram (−) odpowiada więc za siebie, natomiast bakterie Gram (+) bronią wspólnie, co jest skuteczne dopiero przy określonej ich ilości. Jest to przyczyną efektu inokulum, który polega na zniknięciu efektu terapeutycznego przy przekroczeniu określonej populacji bakteryjnej – stężenie β-laktamaz wystarcza do rozłożenia całego antybiotyku.
Metodą przeciwdziałania temu mechanizmowi jest podawanie wraz z antybiotykami inhibitorów β-laktamaz, tj. związków, które same nie wykazują aktywności antybakteryjnej, jednak łączą się one nieodwracalnie z enzymem rozkładającym antybiotyk. Wykazują aktywność zwłaszcza wobec penicylinaz.

#### Penicylinazy
Penicylinazy to enzymy o wąskim spektrum działania – inaktywacja dotyczy wyłącznie antybiotyków z grupy penicylin, w których rozrywane jest wiązanie amidowe. Są one kodowane na plazmidach (Staphylococcus aureus) lub na chromosomach (Moraxella).

#### Cefalosporynazy
Cefalosporynazy są to enzymy wytwarzane przez wszystkie bakterie z rodziny Enterobacteriaceae z wyjątkiem rodzaju Salmonella, i kodowane przez chromosomalny gen AmpC. Możliwa jest (1) konstytutywna ekspresja genu, w którym bakteria ciągle wytwarza enzym, lub (2) ekspresja indukcyjna polegająca na wytwarzaniu cefalosporynaz wyłącznie w obecności induktora, przy czym nie każdy β-laktam jest induktorem. Ilość enzymu wytwarzanego przy ekspresji konstytutywnej jest zbyt mała aby miało to znaczenie kliniczne. Istnieją również (3) mutanty z derepresowanym genem AmpC, które produkują ogromne ilości cefalosporynaz niezależnie od obecności induktora. Tego typu szczepy stanowią dużo poważniejszy problem kliniczny — są one oporne na penicyliny (oprócz temocyliny i mecylinamu), aztreonam i cefalosporyny (oprócz IV i V generacji); β-laktamazy te nie są hamowane przez stosowane w lecznictwie inhibitory β-laktamaz.

#### Beta-laktamazy grupy drugiej
β-laktamazy grupy drugiej stanowią bardzo niejednorodną klasa enzymów. Trzy główne podgrupy to β-laktamazy szerokim (TEM, SHV), β-laktamazy o rozszerzonym spektrum działania – ESβL (extended spectrum β-lactamases), będące mutantami enzymów klasycznych (o szerokim spektrum) oraz β-laktamazy KPC (EESβL) o skrajnie rozszerzonym spektrum działania ('extremely extended spectrum β-lactamases'). Klasy te są hamowane przez inhibitory β-laktamaz w różnym stopniu. Lista pozostałych β-laktamaz dostępna jest tutaj.
Wobec bakterii wytwarzających klasyczne β-laktamazy aktywność zachowują (z β-laktamów): penicyliny z inhibitorem, cefalosporyny (poza pierwszą generacją), monobaktamy, karbapenemy.
Bakterie wytwarzające enzymy o rozszerzonym spektrum działania są oporne na penicyliny (oprócz temocyliny i mecylinamu), cefalosporyny (oprócz cefamycyn; III generacja cefalosporyn doustnych jest częściowo oporna na działanie tych enzymów, ale w stopniu niewystarczającym do zastosowania w lecznictwie; na działanie części tych enzymów są także oporne cefalosporyny IV i V generacji — w Polsce jednak dominują enzymy CTX-M z tej grupy, które są aktywne wobec tych antybiotyków) i aztreonam. Aktywne pozostają karbapenemy, cefamycyny (są jednak enzymy z tej grupy zdolne do ich rozkładu) i penicyliny lub cefalosporyny z inhibitorami β-laktamaz (są jednak enzymy z tej grupy niehamowane przez inhibitory).
β-laktamazy KPC stanowią poważny problem w niektórych ośrodkach, ponieważ rozkładają wszystkie β-laktamy dostępne w lecznictwie, a ich hamowanie przez inhibitory jest niewystarczające, aby połączenia penicylin lub cefalosporyn z nimi były skuteczne tutaj.

#### Metalo-β-laktamazy
Metalo-β-laktamazy są to enzymy o szerokim spektrum substratowym, zawierające kation cynku, Zn2+, w centrum aktywnym. Nie są hamowane przez inhibitory β-laktamaz, hamuje je kwas merkaptopropionowy i EDTA (substancje te są jednak toksyczne. Z β-laktamów na działanie tych enzymów niewrażliwy jest aztreonam.

### Modyfikacja antybiotyku aminoglikozydowego
Ten mechanizm oporności wiąże się z enzymami modyfikującymi cząsteczki leków.
- Oporność na aminoglikozydy, poprzez nukleotydację, fosforylację, acetylację (ANT, APH, AAC). Szczepy enterokoków o tym typie oporności nazywane są HLAR (high-level aminoglycoside resistance). Enzymy modyfikujące aminoglikozydy występują ponadto u gronkowców oraz G(−) pałeczek.
- Enzymatyczna dezaktywacja tetracyklin.

## Zmiana miejsca docelowego działania antybiotyku
Jest to oporność polegająca na modyfikacji miejsca docelowego, na który działa antybiotyk. Przykłady:

### Modyfikacja białek PBP (oporność na beta-laktamy)
Ten typ oporności polega na modyfikacji starych lub syntezę nowych białek PBP.
- Oporność gronkowców na metycylinę – MRSA, MRCNS. Za wytwarzanie zmienionych PBP (PBP-2a i PBP2’) odpowiedzialny jest gen mecA. Oporność dotyczy wszystkich beta-laktamów.
- Oporność Enterococcus faecium – zmiana PBP-5
- Oporność Haemophilus influenzae na penicyliny oraz cefalosporyny I i II generacji. Ponieważ oporność nie wiąże się z wytwarzaniem enzymu rozkładającego antybiotyk, dodanie inhibitorów nie polepsza aktywności. Szczepy te określane są jako BLNAR – β-lactamase negative, ampicilin resistant (beta-laktamazo ujemne, ampicylinooporne)
- Oporność Streptococcus pneumoniae na beta-laktamy. Zależnie od stopnia oporności wyróżnia się:
  - PSSP – pneumokoki wrażliwe na penicylinę (penicillin susceptible Streptococcus pneumoniae)
  - PISP – pneumokoki średnio wrażliwe na penicylinę (penicillin intermediate resistant Streptococcus pneumoniae)
  - PRSP – pneumokoki oporne na penicylinę (penicillin resistant Streptococcus pneumoniae)

### MLSB
Metylacja dużej podjednostki rybosomu: oporność krzyżowa MLSB (makrolidy – linkozamidy – streptograminy B) wobec antybiotyków działających na to samo miejsce. Oporność warunkuje gen ermB.
Bakterie z tym mechanizmem są oporne na wszystkie makrolidy (oprócz ketolidów, które mogą być aktywne wobec niektórych bakterii z tym mechanizmem) i linkozamidy. W przypadku streptogramin stosowane są połączenia streptogramin A i B (np. chinuprystyna-dalfoprystyna) – działają one wobec tych bakterii, ale słabiej niż wobec szczepów bez tego mechanizmu, co w połączeniu z niekorzystnymi właściwościami farmakologicznymi tych antybiotyków uniemożliwia ich stosowanie.

### Oporność na glikopeptydy
Glikopeptydy łączą się standardowo z końcówką D-Ala-D-Ala ściany komórkowej. Oporność może polegać na:
- Modyfikacji tego fragmentów – geny od vanA do vanG. Oporność tego typu występuje u enterokoków ze szczepów VRE.
- Nadprodukcji końcówki D-Ala-D-Ala w innych miejscach komórki. Antybiotyk łączy się zarówno z końcówkami zarówno w ścianie komórkowej, jak i w innych miejscach. Do osiągnięcia sukcesu terapeutycznego potrzebne jest wyższe stężenie leku. Ten typ oporności występuje u stafylokoków (szczepy VISA i VRSA).

Oporność może dotyczyć wankomycyny albo teikoplaniny. Bardziej złożona sytuacja dotyczy nowych glikopeptydów (orytawancyna, dalbawancyna, telawancyna), które są obecnie w próbach klinicznych.
Szczepy VISA są oporne na wankomycynynę i teikoplaninę, a wrażliwe na orytawancynę, dalbawancynę i telawancynę.
Szczepy VRSA są oporne na wankomycynynę, teikoplaninę i orytawancynę, a wrażliwe na dalbawancynę i telawancynę.
Szczepy VRE są oporne na wankomycynę, a mogą być w zależności od rodzaju mechanizmu i szczepu bakterii wrażliwe lub oporne na (kolejność oznacza coraz większe prawdopodobieństwo wrażliwości): teikoplaninę, dalbawancynę, telawancynę i orytawancynę.

### Modyfikacja gyrazy albo topoizomerazy – oporność na chinolony
Gyraza DNA i topoizomeraza IV, enzymy biorące udział w procesie replikacji są celem chinolonów oraz ich nowszych pochodnych – fluorochinolonów. Punktowe mutacje w genach kodujących te enzymy (gyrA, gyrB, parC, nalA, grlA) powodują powstawanie białek o zmniejszonym powinowactwie do antybiotyku. Zauważono różnice w działaniu leku u bakterii Gram (+) i Gram (−). Ponieważ u tych pierwszych łączy się on zazwyczaj z topoizomerazą, mutacje gyrazy nie powodują całkowitej oporności (i vice versa). Uważa się, że do całkowitej utraty wrażliwości na tę grupę leków potrzebnych jest kilka niezależnych od siebie mutacji.
Mutacje warunkujące ten typ oporności powstają spontanicznie i nie są przekazywane horyzontalnie innym bakteriom, opisano już jednak plazmidy u Shigella dysenteriae. Prawdopodobnie sama grupa leków działa bardzo mutagennie, między innymi poprzez indukcję odpowiedzi SOS.
Częstość pojawiania się szczepów opornych jest proporcjonalna do częstości stosowania leku, przy czym przy chinolonach pojawiają się one znacznie szybciej, dlatego grupa ta jest wycofywana z praktyki klinicznej.

### Inne modyfikacje punktów uchwytu
- Zmiana białka S12 (na podjednostce rybosomu 30S) skutkuje opornością na aminoglikozydy.

## Inne mechanizmy oporności

### Aktywne usuwanie leku z komórki
- Oporność na tetracykliny (efflux, kodowane przez gen nor) lub na makrolidy. Aktywne usuwanie antybiotyku dotyczy jednak praktycznie wszystkich grup antybiotyków.
- Oporność na chinolony u bakterii G(−) oraz Mycobacterium tuberculosis.

### Zaburzony transport do wnętrza komórki
Przykładowo, aminoglikozydy są transportowane do wnętrza komórki przenośnikiem zależnym od tlenu, dlatego ta grupa antybiotyków nie działa na beztlenowce. Ten typ oporności warunkuje także oporność na tetracykliny.

### Zmiana przepuszczalności ściany komórkowej
Przykładem jest nabyta oporność na beta-laktamy u Pseudomonas aeruginosa ze względu na utratę kanałów D2.

### Inne
- Wytwarzanie innego enzymu katalizującego blokowaną przez lek reakcję

## Przyczyny oporności bakterii
Jedną z głównych przyczyn selekcji szczepów opornych jest zbyt częste stosowanie antybiotyków. Powinny być przepisywane w ostateczności, gdy nie poskutkowały leki nie będące antybiotykami, zamiast w pierwszej kolejności, chyba że przypadek jest poważny. Szacuje się, że 50% zaleceń antybiotyków jest nieodpowiednia.
W wielu krajach (np. USA) legalne jest też stosowanie niewielkich dawek antybiotyków podczas hodowli dla podniesienia masy trzody chlewnej. Dawki te są zbyt małe, aby zabić wszystkie bakterie, więc stymulują wyrobienie przez bakterie antybiotykooporności.
Jedynie szczepy, które wykształciły odpowiednie mechanizmy, są w stanie przeżyć w zmienionym środowisku. Od 2006 r. na terenie Unii Europejskiej zakazane jest dodawanie antybiotyków do pasz.
Przyczyną oporności bakterii względem antybiotyków może być również częste stosowanie środków dezynfekcyjnych. W początkowym etapie rozwoju pandemii COVID-19, schemat leczenia obejmował stosowanie azytromycyny (makrolidu), w związku z tym można spodziewać się, że w konsekwencji powstaną mniej wrażliwe szczepy na tę grupę antybiotyków.
Innym istotnym źródłem szczepów wielolekooporonych są oczyszczalnie ścieków. Przez to, że trafiają do nich resztki antybiotyków, ma miejsce selekcja osobników opornych na nie.

## Problem antybiotykooporności na świecie
Problem wielolekooporności dotyczy wielu krajów i ma zasięg globalny. W raporcie The Bacterial Challenge. Time to React z 2009 r. napisano, że na terenie Unii Europejskiej co roku odnotowuje się 400 000 zakażeń bakteriami wielolekoopornymi, w tym 25 tysięcy zgonów. Z kolei roczny raport epidemiologiczny z 2019 r. Europejskiego Centrum Zapobiegania i Kontroli Chorób wykazuje, że najczęściej zgłaszanym gatunkiem opornej bakterii w Europie była Escherichia coli (44,2%), następnie Staphylococcus aureus (20,6%), Klebsiella pneumoniae (11,3%), Enterococcus faecalis (6,8%).
Według raportu WHO Antimicrobial drug resistance w 2013 r. stwierdzono 80 000 zgonów spowodowanych zakażenia bakteriami wielolekoopornymi rocznie w Chinach, 23 000 w Stanach Zjednoczonych oraz 30 000 w Tajlandii.